# Ірене Лішбоа
Іре́не Лішбо́а, також Ліжбо́а (порт. Irene do Céu Vieira Lisboa; 25 грудня 1892, Арруда-душ-Вінюш — 25 листопада 1958, Лісабон) — португальська письменниця, поетеса, педагог, теоретик освіти. Іноді називається однією з найбільших жіночих діячок в історії португальської літератури.

## Біографія
Народилася неподалік Лісабона, закінчила початкову школу в цьому місті, пізніше отримувала освіту у Франції, Бельгії і Швейцарії (зокрема, в університеті Жана-Жака Руссо), де вивчала педагогіку. Після завершення отримання освіти стала працювати у сфері дошкільної освіти на батьківщині. У 1932 році отримала посаду інспектора дошкільних закладів у місті Брага. Проте невдовзі, з огляду на її незгоди з ідеологічною політикою «Нової держави» Антоніу Салазара, була відсторонена від цієї роботи і переведена в Instituto de Alta Cultura (установа, яка займалася підтримкою португальської мови за кордоном), а в 1940 році — на роботу в міністерство освіти; викладати їй було заборонено.
Останню частину життя вона практично повністю присвятила написанню літературних творів і наукових праць з педагогіки; всі її книги піддавалися суворій цензурі. Померла в 1958 році, не доживши місяця до свого 66-річчя. 25 січня 2013 року її останки перенесені з лісабонського кладовища Cemitério da Ajuda на кладовище в її рідному селі. У її честь названа Національна федерація вчителів Лісабона.
У пресі Лішбоа дебютувала в 1926 році збіркою оповідань для дітей Treze Contarelos. У 1936 році опублікований збірник її віршів Um dia e outro dia... — Diário de uma Mulher (під псевдонімом «Джон Фалько»; цей же псевдонім вона використовувала і для ряду наступних творів). Найбільш відомі романи: Solidão — Notas do punho de uma mulher (1939), Começa uma vida (1940), Voltar atrás para quê?  (1956). Крім того, нею написано велику кількість статей з теорії дошкільної освіти.